# Парадокс Лошмидта
Парадокс Лошмидта — парадокс статистической физики, противоречащий H-теореме Больцмана. Впервые был сформулирован Лошмидтом в ходе его дискуссии с Больцманом. Лошмидт утверждал, что для любой механической системы в силу обратимости во времени уравнений ньютоновской динамики возможна последовательность состояний с уменьшающейся энтропией.

## Формулировка
Для всякой механической системы (например, газа в сосуде) уравнения механики обратимы во времени. Из этого следует, что для всякой последовательности состояний этой системы с возрастанием энтропии {\displaystyle Z_{1},...,Z_{n}} существует обратная последовательность {\displaystyle Z_{n},...,Z_{1}} c убыванием энтропии, что противоречит H-теореме.  

## Объяснение парадокса
Для механических систем с большим числом частиц самопроизвольные возвраты к уже пройденным последовательностям состояний крайне маловероятны, их эволюция в этом смысле необратима. Так, для сосуда с размерами {\displaystyle 10} см, содержащего {\displaystyle 70} молекул газа, время возврата всех молекул к нахождению в одной половине сосуда порядка возраста Вселенной{\displaystyle 10^{10}} лет.
Система многих частиц с траекторией в фазовом пространстве обладает стохастическим поведением. Это означает, что фазовые траектории с близкими начальными условиями с течением времени экспоненциально расходятся (свойство перемешивания). По текущему состоянию точки в фазовом пространстве системы многих частиц невозможно восстановить её прошлую историю. Также согласно принципу неопределённости невозможно одновременно точно фиксировать координаты и импульсы микрочастиц. Поэтому попытки обратить их движение вспять не имеют смысла.